# Eskom
Eskom är ett sydafrikanskt elföretag.
Eskom startade 1923 som Electricity Supply Commission (ESCOM) av den sydafrikanska regeringen. Företaget var också känt under afrikaans-namnet Elektrisiteitsvoorsieningskommissie (EVKOM). De två förkortningarna slogs samman 1986 då företaget fick sitt nuvarande namn.
Företaget är den största elproducenten i Afrika och en av de största elföretagen i världen.